# Église Sainte-Anne de La Tourette-Cabardès
L'église Sainte-Anne de La Tourette-Cabardès est une église située en France sur la commune de La Tourette-Cabardès, dans le département de l'Aude en région Languedoc-Roussillon.
L'édifice est inscrit au titre des monuments historiques depuis le 14 avril 1948 avant que cette protection ne soit remplacée par un arrêté d'inscription incluant la totalité de l'église en 2013.

## Description

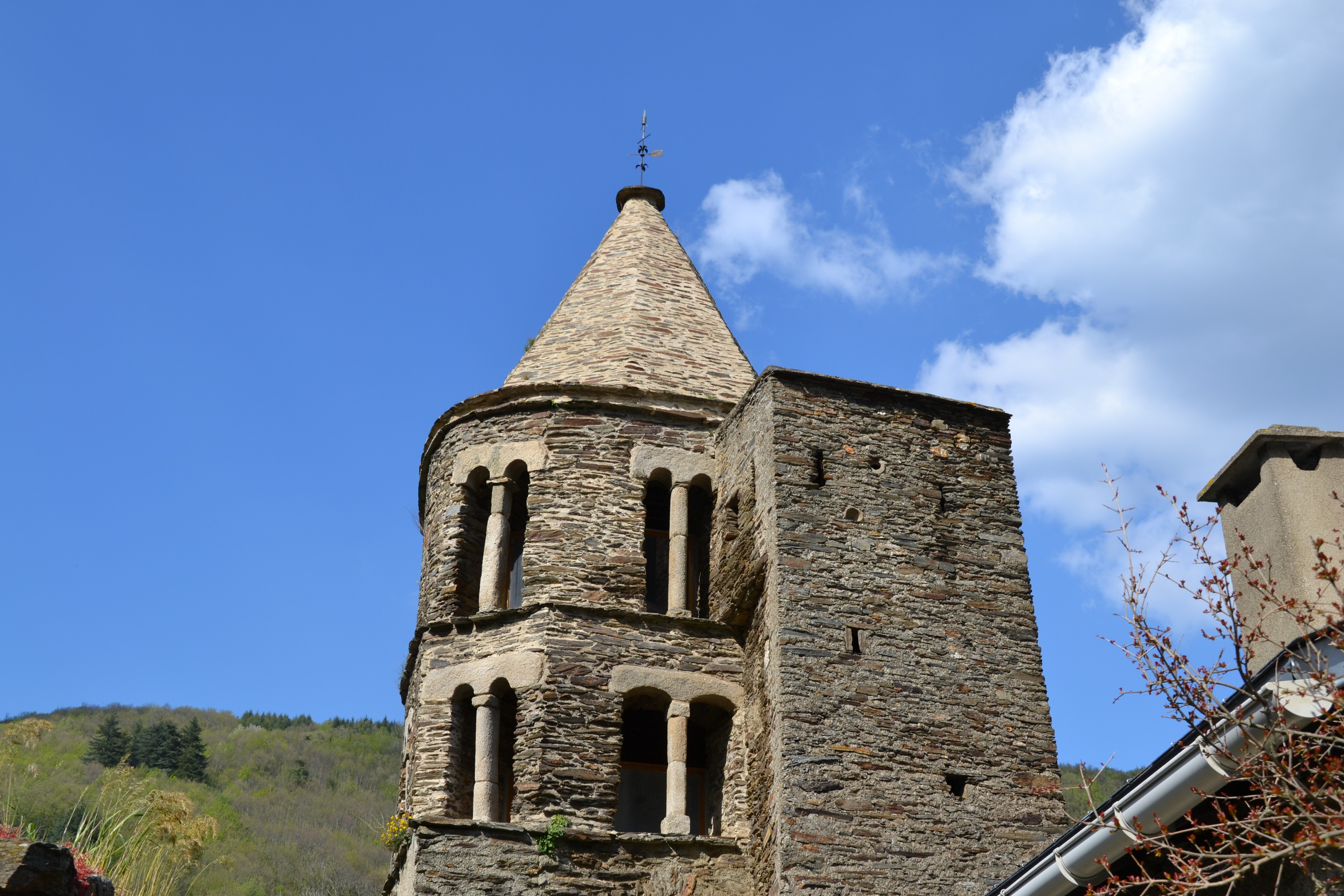
Clocher de l'église

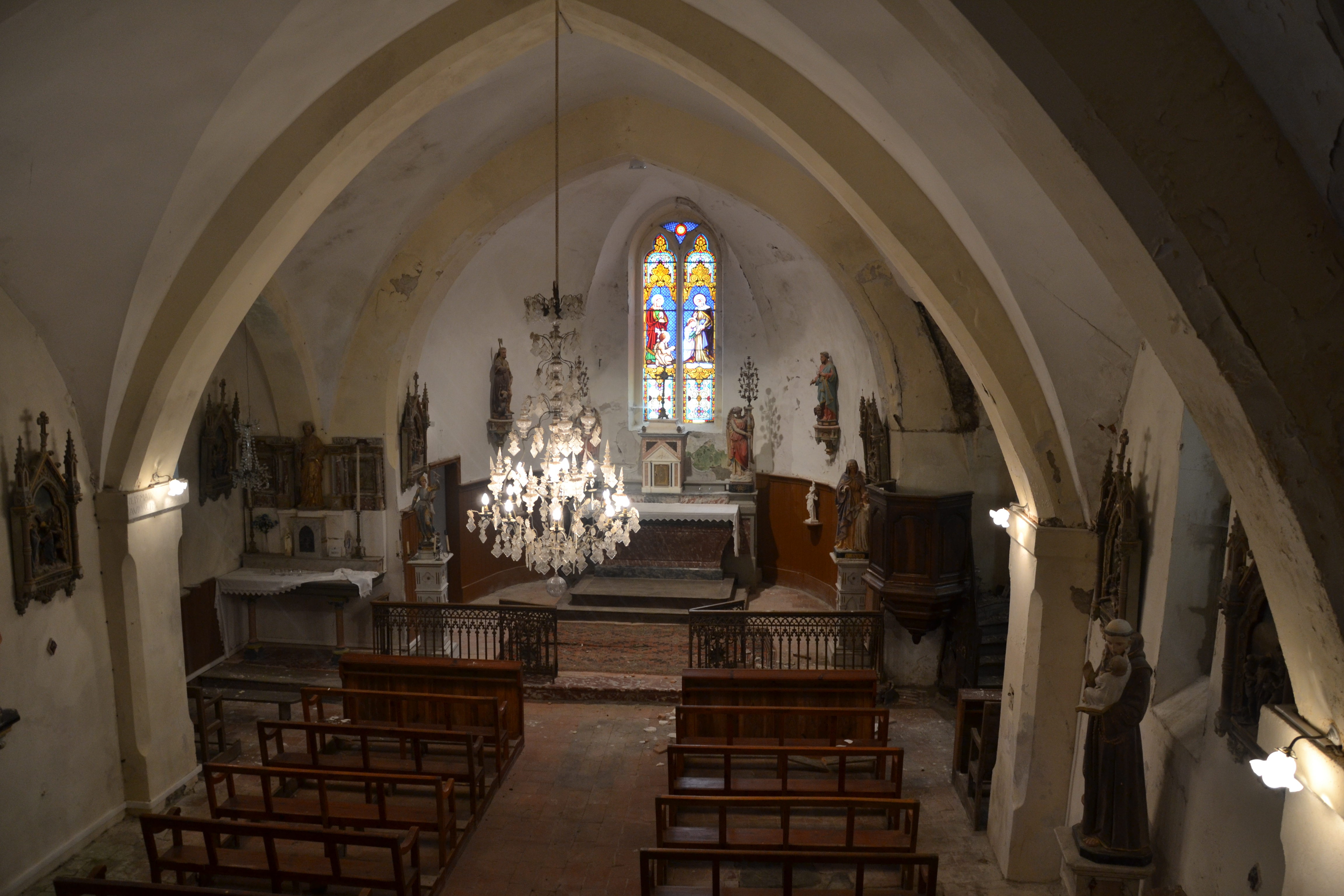
Intérieur de l'église

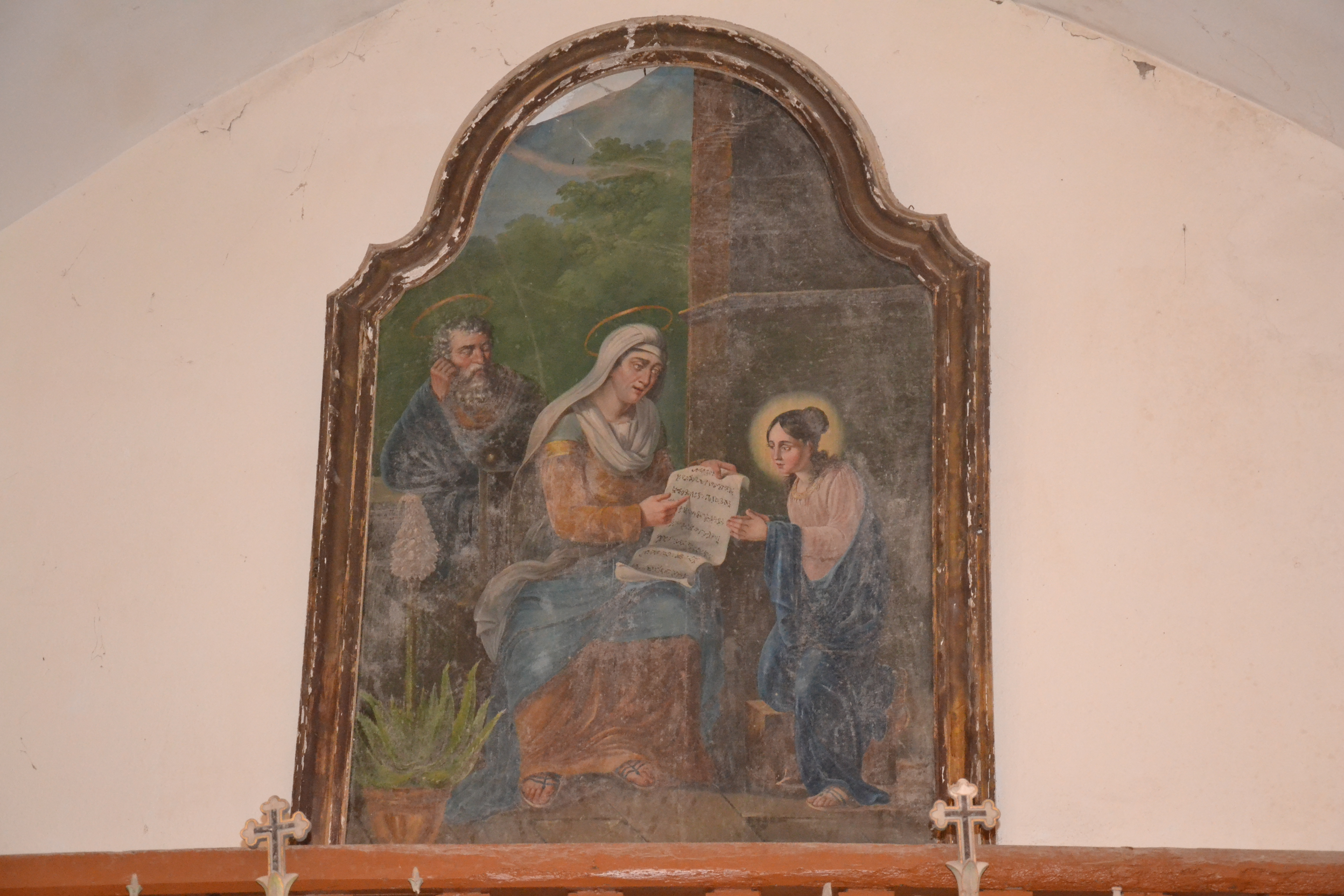
Tableau dédié à Sainte-Anne

L'église est un édifice original construit dans sa configuration actuelle au XVIIe siècle, mais en utilisant des éléments antérieurs issus vraisemblablement de l’ancien château-fort. 
Le clocher octogonal a été édifié sur une tour carrée d'aspect plus ancien, enjambant une rue par un porche voûté en arc brisé qui était peut-être l'entrée de l'ancien château. Ce clocher est percé de  deux rangées superposées d'ouvertures géminées qui sont semblables à celles du clocher de  Mas-Cabardès . Notons aussi qu’il abrite une cloche en bronze datée de 1594. Cette cloche porte dans sa partie supérieure l'inscription suivante : EN ANNO 1594 + IHS MARIA Sa ANNA ORA PRO NOBIS ainsi que la figurine d'un évêque. C'est une pièce importante du patrimoine campanaire français qui a échappé aux destructions massives opérées lors de la Révolution.  
Le chœur de l'église est logé dans une deuxième tour semi-circulaire portant mâchicoulis, autre élément de l'ancien château. Cette tour est probablement à l’origine du nom du village. 
L’intérieur de l’église contient plusieurs œuvres remarquables : 
-un petit retable en bois polychrome du XVIIe siècle situé dans la chapelle Saint-Joseph.
-une inscription gravée sur un chapiteau portant le nom de trois consuls datée du 17 mai 1646. Cette date pourrait coïncider avec celle de la transformation du château en église.
-un lustre à pendeloques suspendu à la voûte. Ce lustre en cristal du XVIIIe siècle est décoré de plaquettes, poignards, étoiles et d'une boule 
-un grand tableau dédié à Sainte-Anne situé au fond de l’église, vraisemblablement du XVIIe siècle.
Le joyau de l'église est une magnifique croix de procession en argent datée de 1693, exécutée par Denys, maître orfèvre de  Limoux . Elle porte une inscription indiquant le donateur : Dominique Faure, prêtre de Saint-Pierre de Vals. Elle est ornée de feuilles d'acanthe et de lauriers enrubannés. Sur sa poignée, on distingue des motifs de fleurs, de fruits ainsi que des têtes d'ange. Cette croix qui se trouvait dans la sacristie a été déplacée pour raison de sécurité.

## Historique
Même si certains éléments de l'église sont plus anciens, on considère qu'il s'agit d'un édifice datant pour sa plus grande partie du milieu du XVIIe siècle. Des restaurations importantes ont par la suite été réalisées vers la fin du XIXe siècle.
Le clocher de l'église est inscrit au titre des monuments historiques en 1948 avant que l'ensemble de l'église ne soit en inscrit par arrêté du 8 novembre 2013.
La cloche, la croix de procession et le lustre sont inscrits dans la liste des objets protégés au titre des monuments historiques, respectivement en 1943, 1962 et 1965.